# Lektionar 14
Lektionar 14 (nach der Nummerierung von Gregory-Aland als sigla ℓ 14 bezeichnet) ist ein griechisches Manuskript des Neuen Testaments auf Papierblättern. Mittels Paläographie wurde es auf das 16. Jahrhundert datiert.

## Beschreibung
Der Kodex enthält Lektionen der Evangelien von Johannes, Matthäus und Lukas (Evangelistarium).
Es ist in griechischer Minuskelhandschrift auf 348 Papierblättern (27,2 × 19,1 cm) beschrieben. Jede Seite hat 2 Spalten mit je 22 Zeilen.
Der Kodex befindet sich jetzt in der Bibliothèque nationale de France (Gr. 315).
Er wurde von Wettstein und Scholz eingehend untersucht.